# Valette
Valette település Franciaországban, Cantal megyében. Lakosainak száma 237 fő (2022. január 1.). Valette Collandres, Menet, Riom-ès-Montagnes és Trizac községekkel határos.

## Népesség
A település népessége az elmúlt években az alábbi módon változott:
| Lakosok száma | 359  | 307  | 284  | 255  | 260  | 235  | 228  | 235  | 239  | 237  |
|               | 1968 | 1982 | 1990 | 2006 | 2013 | 2015 | 2017 | 2019 | 2020 | 2022 |